# S/2004 S 17

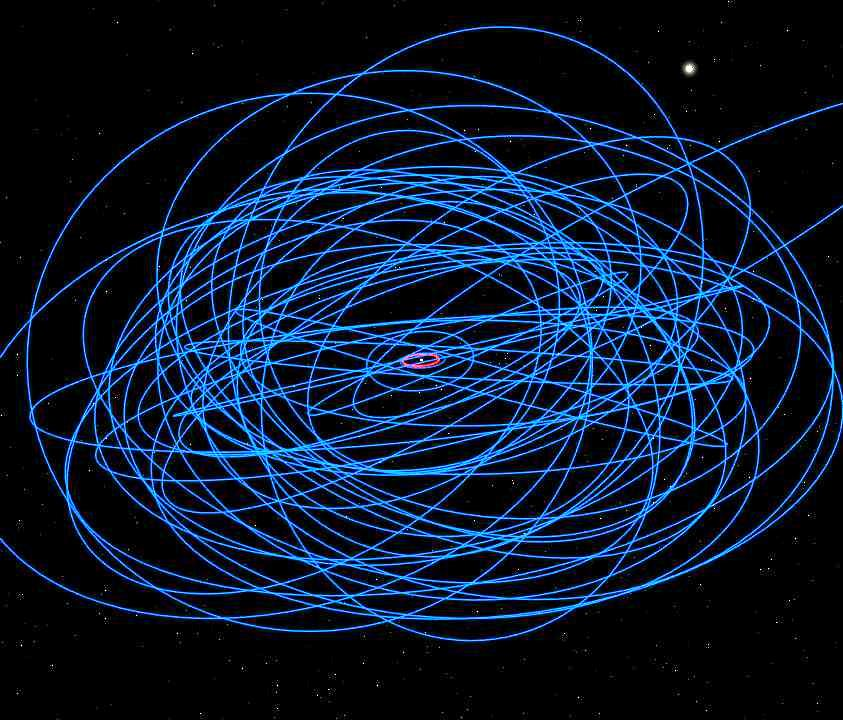
Representació de l'òrbita dels satèl·lits irregulars de Saturn.

S/2004 S 17 és un satèl·lit irregular retrògrad de Saturn. El seu descobriment fou anunciat el 4 de maig de 2005 per l'equip de Scott S. Sheppard, David C. Jewitt, Jan Kleyna, i Brian G. Marsden a partir d'imatges preses entre el 13 de desembre de 2004 i el 5 de març del 2005.

## Característiques
S/2004 S 17 té un diàmetre d'uns 4 quilòmetres i orbita Saturn a una distància mitjana de 19,099 milions de km en 985,453 dies, amb una inclinació de 167° a l'eclíptica (162 ° a l'equador de Saturn), amb una excentricitat de 0,226.

## Denominació
Com que la seva òrbita encara no ha estat determinada amb precisió, el satèl·lit conserva la seva designació provisional que indica que fou el dissetè satèl·lit descobert al voltant de Saturn l'any 2004.